# Cyperus longus
Lo zigolo o giunco odorato (Cyperus longus L.) è una pianta acquatica perenne della famiglia delle Ciperacee.

## Distribuzione e habitat
È diffuso in Europa, Nordafrica e in Asia centro-occidentale, sino all'India.
Vive in zone umide, stagno e paludi fino a 500 m s.l.m..

## Usi
In passato il tubero dello zigolo veniva usato tostato come surrogato del caffè.